# Upaniszada Maha
Upaniszada Maha (trl. mahopaniṣad, Wielka Upaniszada) – jedna z grupy upaniszad kanonicznych wskazujących na szczególną rolę wyrzeczenia (sannjasy).
Zawiera ona udzielane przez ryszich adeptowi o imieniu Nidagh nauki głoszące:
- pochwałę stanu sannjasina,
- podział drogi rozwoju metodą jogi na siedem stopni bhumi,
- że opanowanie chitty nie wystarcza do osiągnięcia wyzwolenia.[2]